# Бабаевский (концерн)
«Кондитерский концерн „Баба́евский“» (бывшее товарищество «Абрикосов и сыновья») — одно из старейших из ныне действующих кондитерских предприятий России, входящее в холдинг «Объединённые кондитеры». Расположено в Красносельском районе в Москве. Основан в 1804 году.

## История

### Фабрично-торговое товарищество А. И. Абрикосова и сыновей
Фабрика ведёт историю с 1804 года, как семейная мастерская кондитеров Абрикосовых (см. Абрикосов, Алексей Иванович). В 1873 году «кондитерское заведение Абрикосовых» получило статус фабрики после прошения Алексея Абрикосова 23 февраля 1873 года на имя московского генерал-губернатора.
Устав товарищества был высочайше утверждён 25 апреля (7 мая) 1880 года. Учредителями товарищества были коммерции советник А. И. Абрикосов и торговый дом «А. И. Абрикосова сыновья».
Товарищество входило в тройку крупнейших российских кондитерских предприятий, наряду с «Эйнем» и «А. Сиу и К°». Компания имела фабрику в Москве на Малой Красносельской улице, сеть фирменных розничных магазинов и оптовые склады в обеих столицах, на Нижегородской ярмарке, в Киеве, Одессе, Ростове-на-Дону, филиал фабрики в Симферополе и сахарный завод.
В конце XIX века на улице Воронцовской (ныне Воровского) в Симферополе товариществом куплена земля, которая стала местом строительства конфетной (позднее консервной) фабрики Абрикосовых. Производство постоянно расширялось, возводились новые здания. После прихода советской власти и национализации в 1919 году фабрика Абрикосовых позднее была преобразована в консервный завод имени С. М. Кирова объединения «Крымплодоовощхоз».

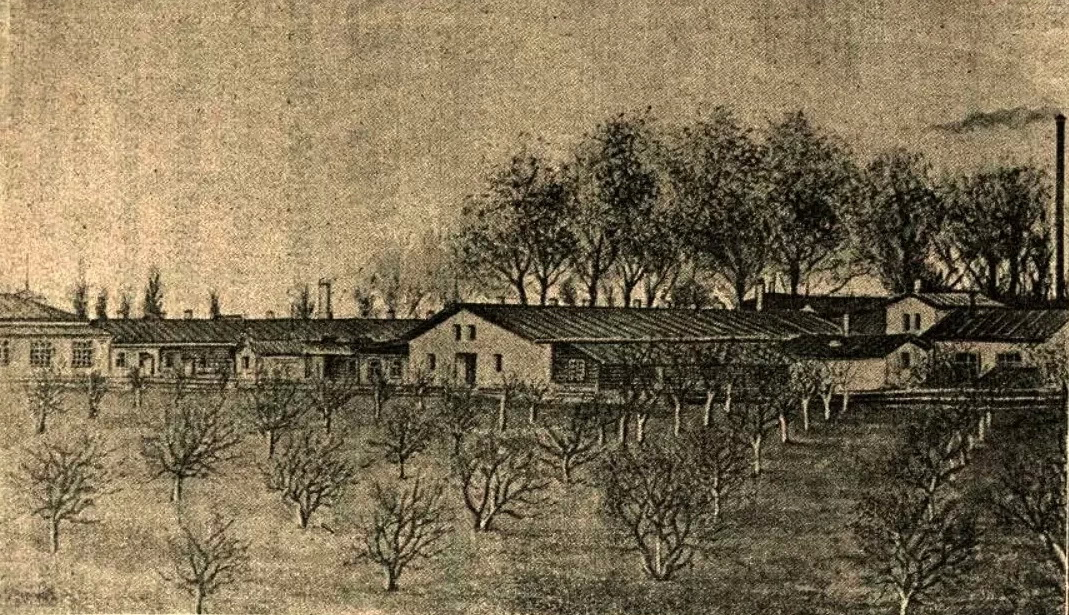
Вид Симферопольской фабрики фруктов в сахаре, фруктов глазированных, фруктовых компотов, фруктового варенья и прочего Фабрично-Торгового Товарищества А. И. Абрикосова и сыновей. Фото не позднее 1894 года
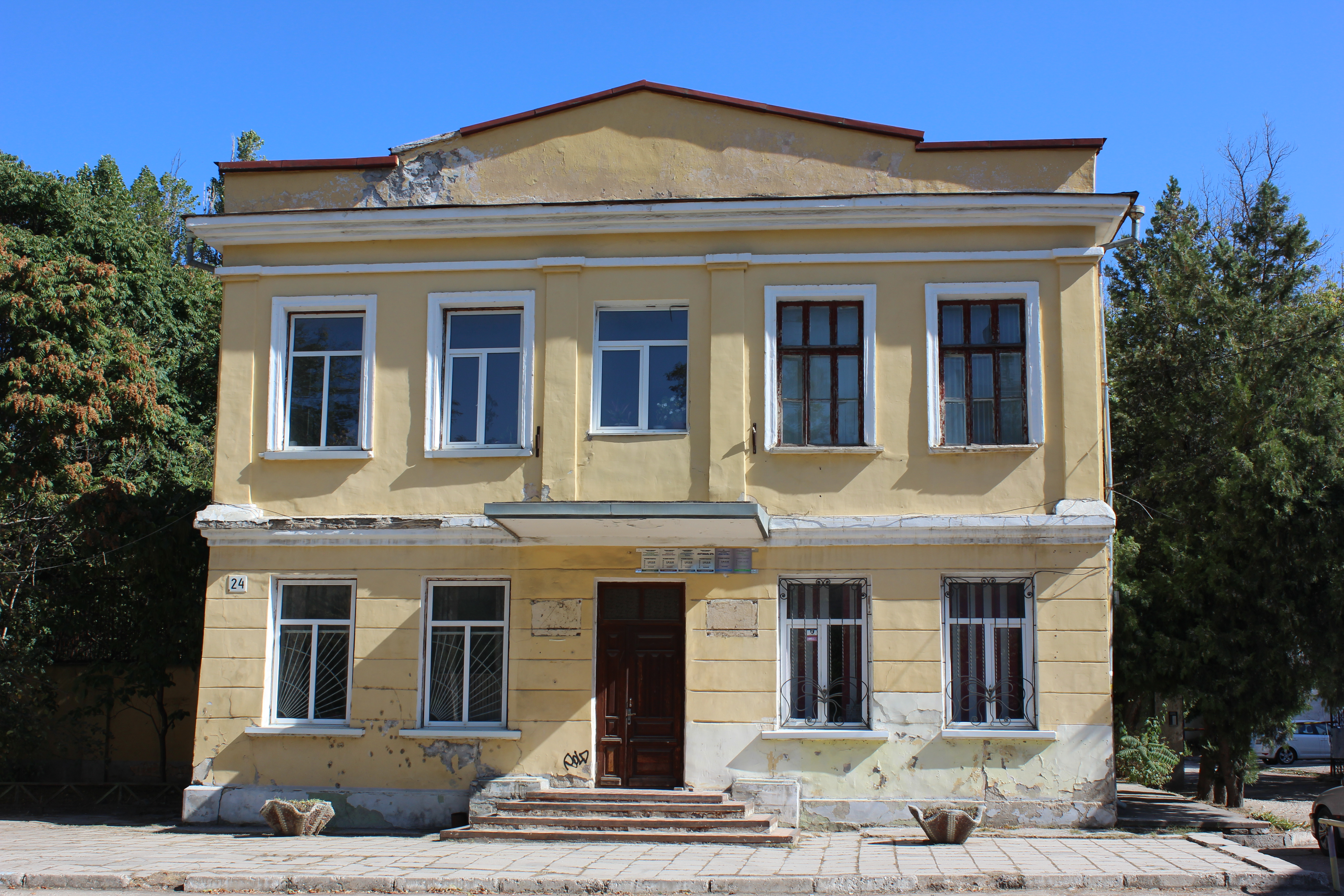
Здание бывшей конфетной фабрики Абрикосовых, Симферополь, ул. Воровского
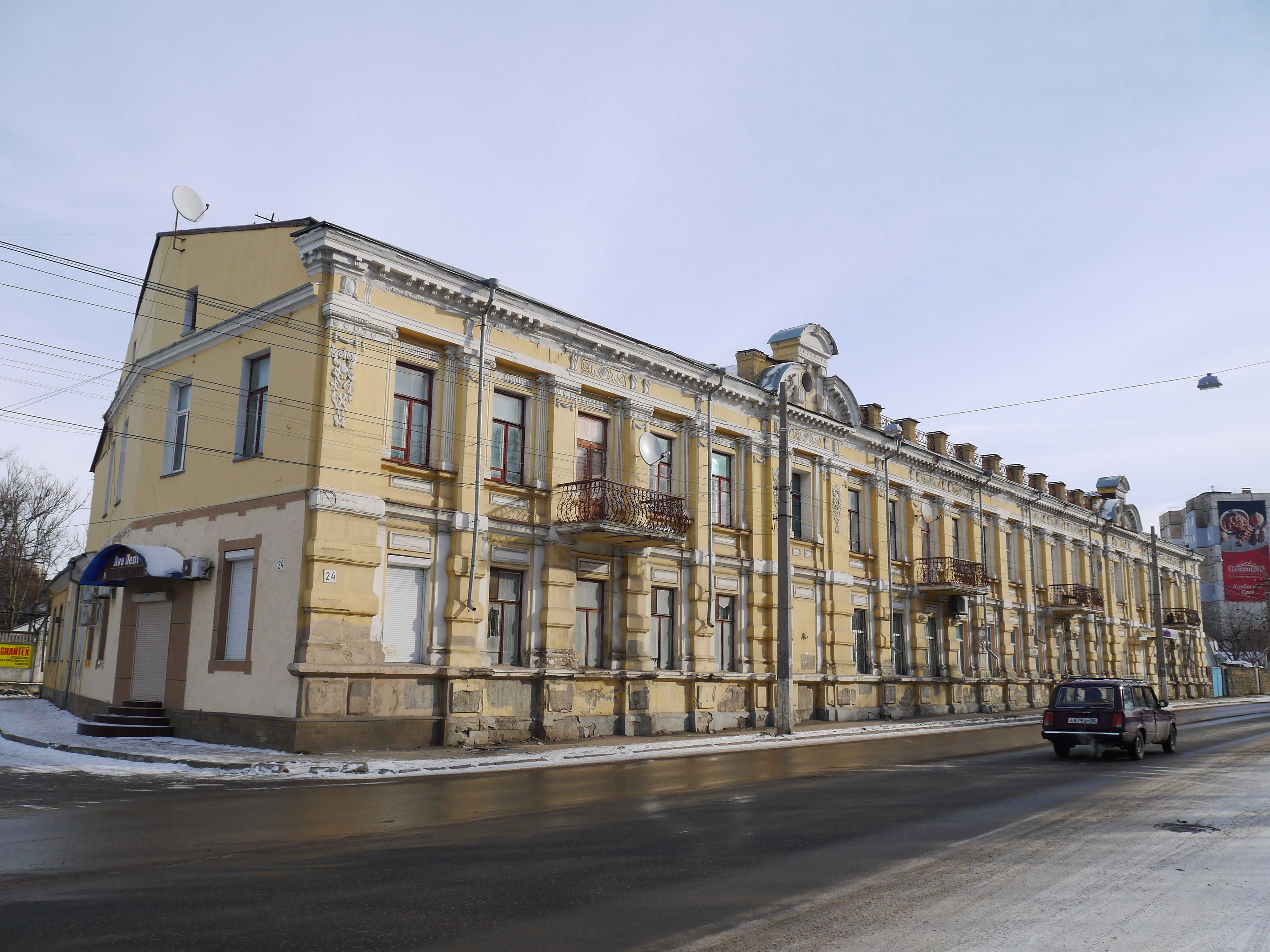
Здание бывшей конфетной фабрики Абрикосовых, Симферополь, ул. Воровского

Фабрика смогла завоевать награды «За превосходное качество» во время проведения всероссийских художественно-промышленных выставок 1882, 1896, 1899 годов, в результате чего фабрике Абрикосовых было дано право изображать государственный герб Российской Империи на упаковке и этикетках своей продукции, а также в рекламе, на вывесках магазинов. В 1899 году было получено звание «Поставщик Двора Его Императорского Величества».
Кондитерская товарищества находилась в Москве на Кузнецком Мосту в пассаже Солодовникова. В 1919 году кондитерская фабрика Абрикосова была национализирована советской властью, а в 1922 переименована в фабрику имени П. Бабаева.

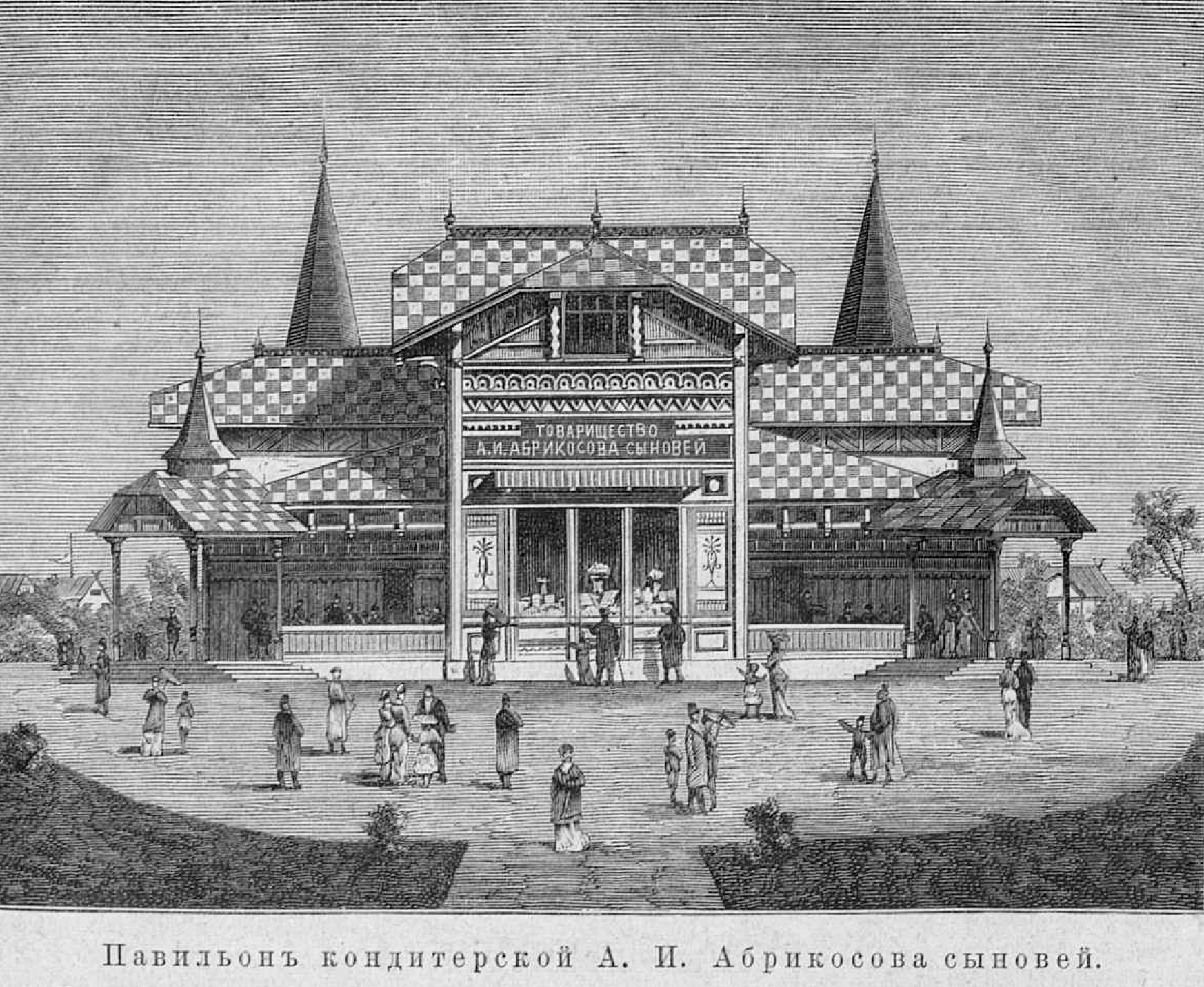
Павильон Товарищества на Всероссийской художественно-промышленной выставке 1882 года в Москве
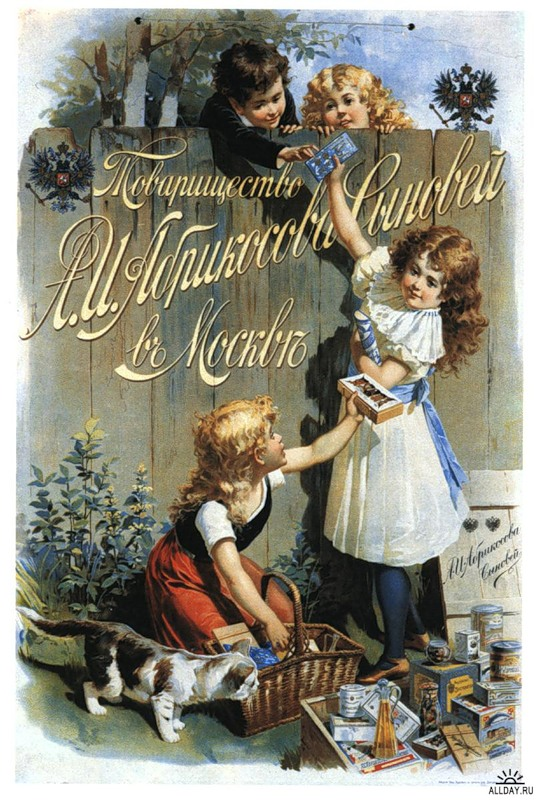
Реклама Товарищества
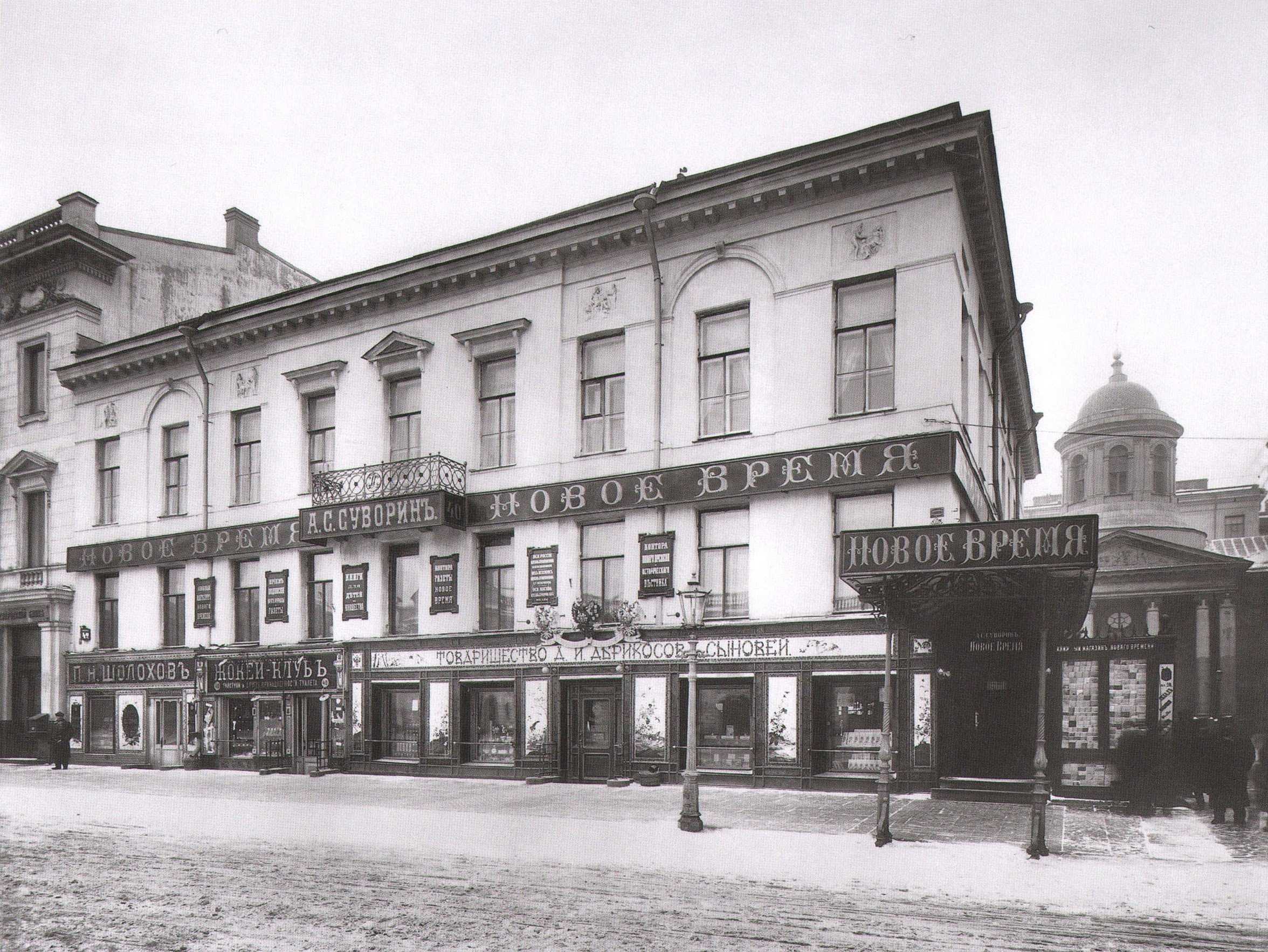
Магазин Товарищества в Санкт-Петербурге на Невском проспекте. 1901 год.
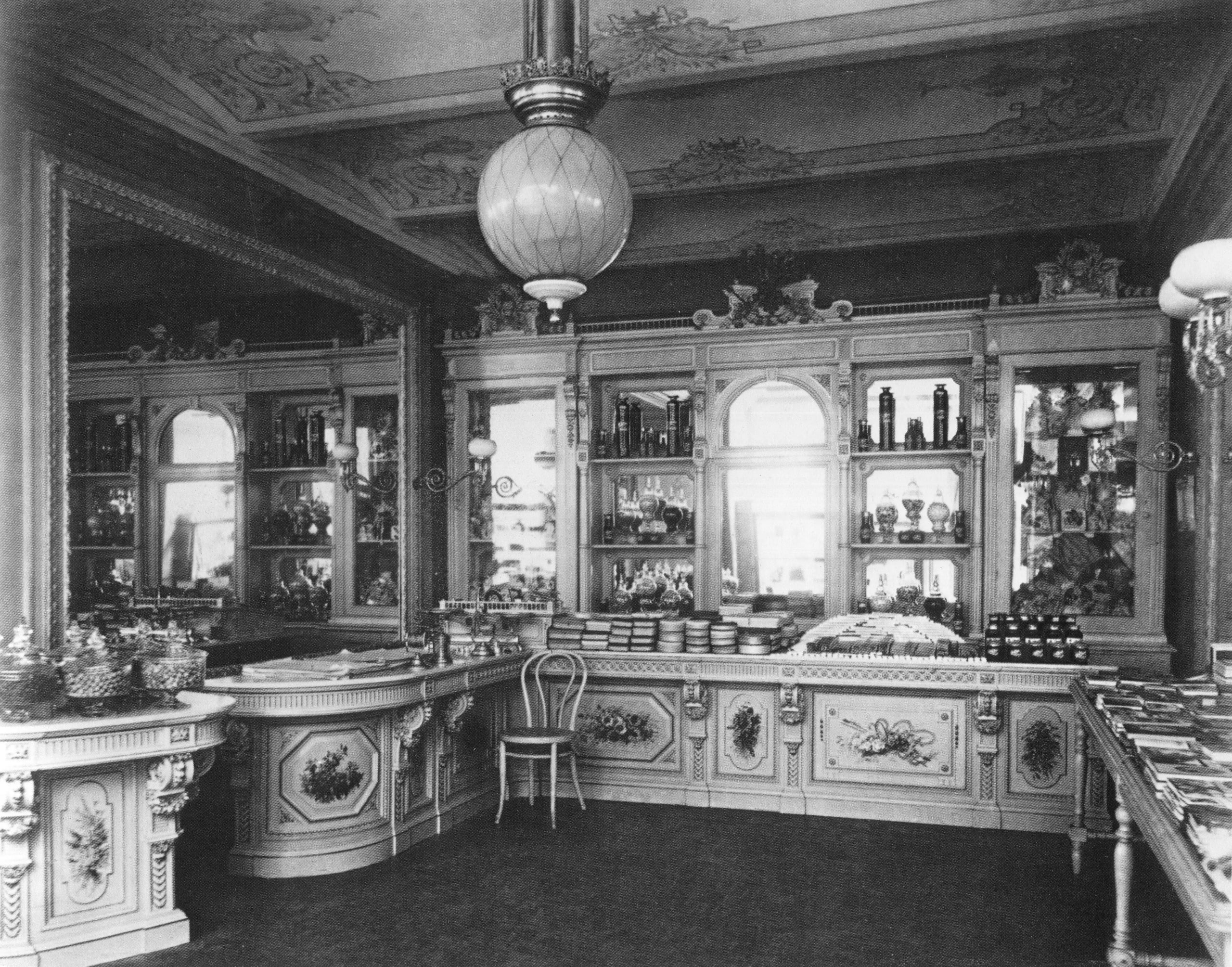
Розничный магазин Товарищества в Москве. Фотография Карла Фишера

### Фабрика им. Рабочего П. А. Бабаева
11 ноября 1918 года согласно постановлению бюро Московского областного совета народного хозяйства фабрика была национализирована. После национализации получает название «Государственная кондитерская фабрика № 2». В 1922 году фабрика получает новое название «Фабрика им. Рабочего П. А. Бабаева» в честь Петра Акимовича Бабаева, председателя Сокольнического райисполкома, после передачи предприятия в ведение «Моссельпрома».
В период Великой Отечественной войны значительная часть оборудования была вывезена в Алма-Ату в связи с наступлением немецких сил на Москву. Спустя год на базе вывезенного оборудования был создан новый производственный цех, который выпускал 20 тысяч тонн продукции в год. В период войны освоены новые производства: запущен в эксплуатацию цех пищевых концентратов, который начал производить различные виды каш в форме брикетов, который стал обслуживать нужды советской армии. Был открыт дрожжевой цех, который ставил своей задачей обеспечение населения города пищевыми белковыми дрожжами.
В 1946 году фабрика начала производить впервые в России плиточный шоколад и шоколадные фигуры в разноцветной фольге. В 1960-е-1970-е годы на фабрике были созданы новые сорта шоколада и конфет, которые сохранили свою актуальность до наших дней. Среди наиболее известных шоколад «Бабаевский», «Вдохновение», «Люкс», «Гвардейский», «Элитный», конфеты «Бабаевские», «Визит» и др.

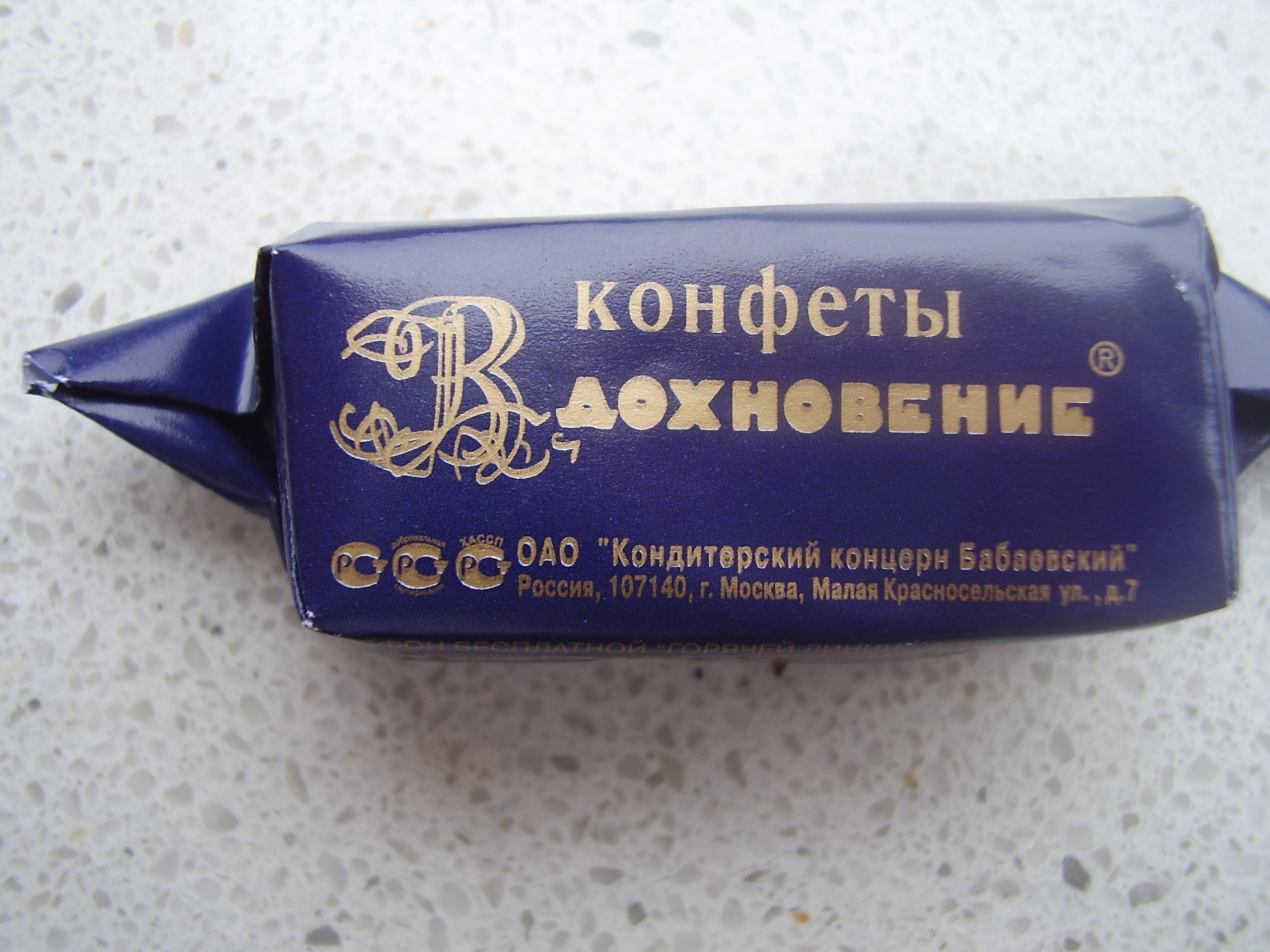
Конфеты «Вдохновение»
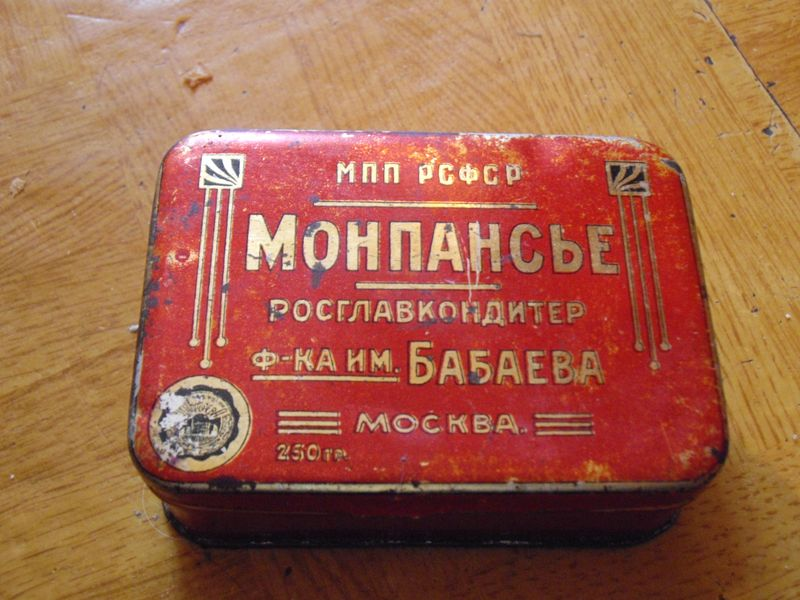
Монпансье фабрики имени Бабаева

### Кондитерский концерн Бабаевский
В июле 1992 года фабрика была приватизирована и стала открытым акционерным обществом. В 1998 году после объединения ряда региональных кондитерских фабрик был создан ОАО «Кондитерский концерн Бабаевский».
В 2002 году после банкротства Инкомбанка контрольный пакет акций концерна был продан ООО «Амидис» за 800 млн руб. В 2003 году Концерн «Бабаевский» вошел в состав холдинга «Объединенные Кондитеры», в состав которого также входят известные фабрики «Красный Октябрь», «Рот Фронт» и др. В 2008 году Концерн «Бабаевский» был сертифицирован в соответствии с требованиями новой международной системы ISO 22 000. В 2012 году Концерн «Бабаевский» получил сертификат ГОСТ Р ИСО 9001-2008.